# Hollywood Road (Chelsea)
Hollywood Road est une rue de Londres.

## Situation et accès

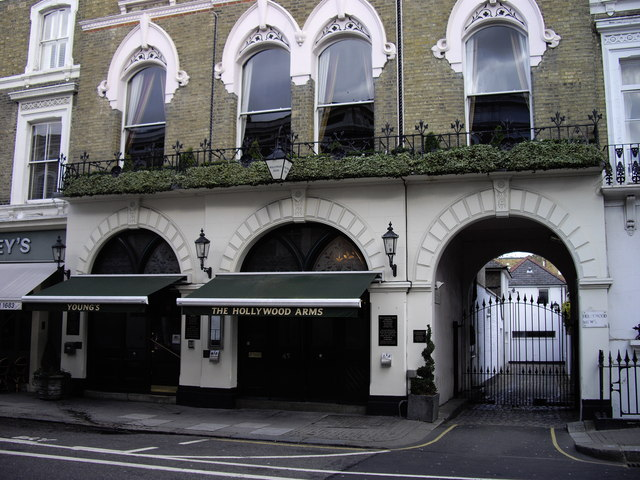
Pub Hollywood Arms.

Cette voie résidentielle de West Brompton, dans le quartier de Chelsea, est maintenant située à l'intérieur de la zone de conservation Boltons, créée en 1970 par le Royal Borough of Kensington & Chelsea.
Le quartier est desservi par la ligne  District, à la station Fulham Broadway.

## Origine du nom
Jusque dans les années 1880, on trouvait au coin de Fulham Road une brasserie dont le nom était Hollywood Brewery.

## Historique

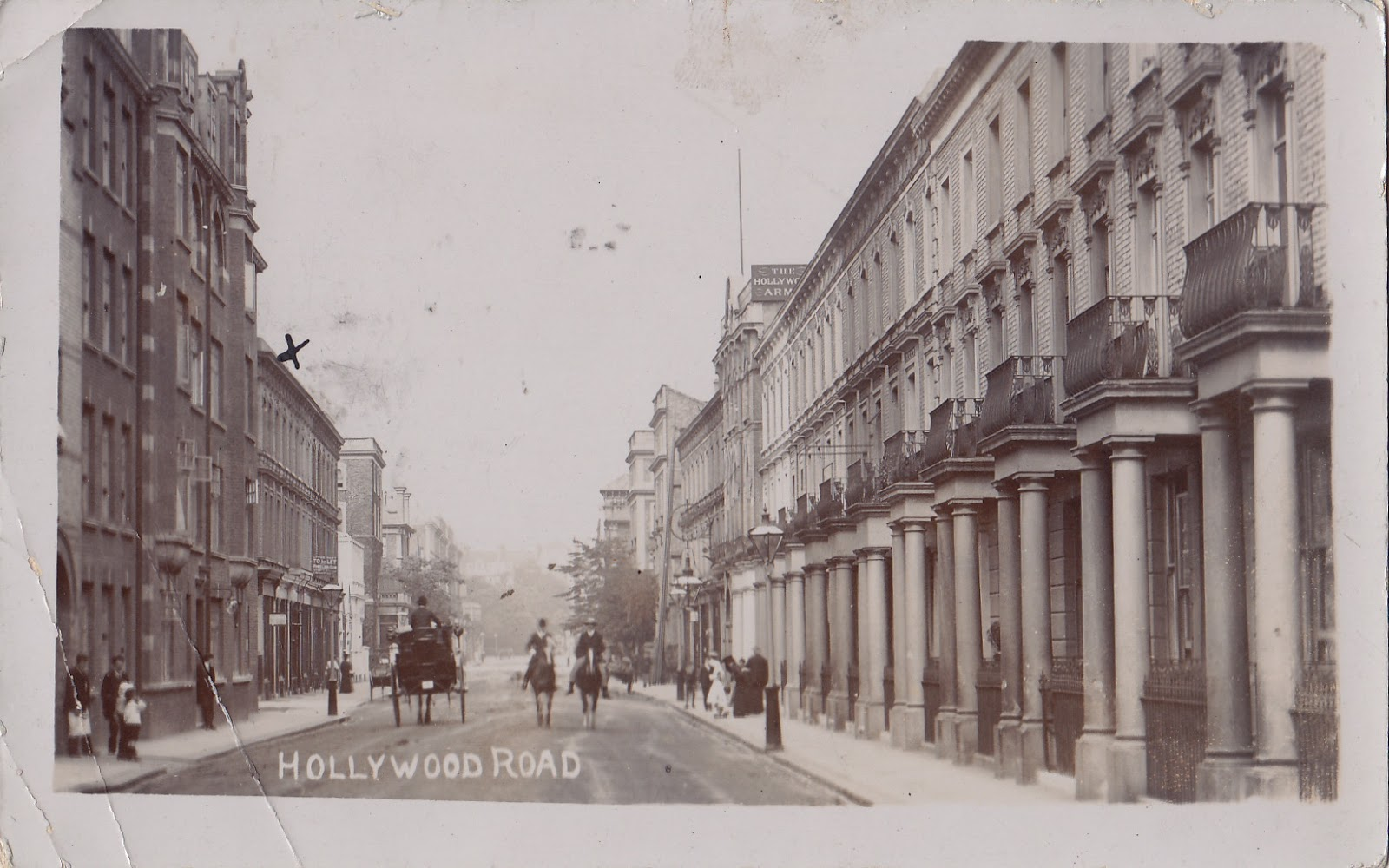
Carte postale ancienne représentant Hollywood Road (Chelsea, Londres) dans les années 1890.

Faisant partie du développement plus vaste du domaine Gunter (de ce qu'on appelle aujourd'hui la zone de conservation Boltons) entre 1850 et 1876, Hollywood Road a été construite entre 1865 et 1868. La rue contient principalement des maisons à façade plate avec des porches doriques soutenant un balcon en fonte peint en noir. La terrace principale qui s'étend jusqu'au pub Hollywood Arms a été construite à partir de Noël 1863. Hollywood Road est le seul endroit où les campagnes de construction de James ou Robert Gunter à Kensington ont atteint Fulham Road.

## Bâtiments remarquables et lieux de mémoire
- No 45 : pub Hollywood Arms, construit en 1865 par les constructeurs Corbett et McClymont ; bâtiment classé de grade II.